# Jérôme Presti
Jérôme Presti (Frankrijk, 1977) is een Franse striptekenaar en scenarist. Hij woont in Parijs.
Presti studeerde af aan de École Supérieure de Commerce van Marseille.  Hij ging vervolgens direct aan de slag in de wereld van de strips, en werkte op 28-jarige leeftijd aan een van de educatieve reeksen van Jacques Martin: in 2006 schreef hij de teksten voor het album Versailles de Louis XIII in de educatieve reeks De reizen van Loïs waarvoor hij samen met Olivier Pâques ook de illustraties verzorgde.
In 2013 verleende hij zijn medewerking aan het album Aquae Sextiae (Aix-en-Provence) uit de educatieve reeks De reizen van Alex.
In 2020 verscheen van zijn hand het stripalbum La double mort de Frédéric Belot met een derde generatie politieagent uit Parijs in de hoofdrol.
- Bibliothèque nationale de France: cb150831773 (data)
- International Standard Name Identifier: 0000 0000 7252 2001
- Système universitaire de documentation: 226142760
- Virtual International Authority File: 95261390